# Яшу
Яшу (рум. Iașu) — село у повіті Харгіта в Румунії. Входить до складу комуни Улієш.
Село розташоване на відстані 207 км на північ від Бухареста, 45 км на захід від М'єркуря-Чука, 141 км на південний схід від Клуж-Напоки, 67 км на північний захід від Брашова.

## Населення
За даними перепису населення 2002 року у селі проживали 56 осіб, з них 53 особи (94,6%) угорців. Рідною мовою 53 особи (94,6%) назвали угорську.